# パーフェクト リバティー教団
パーフェクト リバティー教団（パーフェクトリバティーきょうだん）は、日本の大正時代に立教された宗教団体。文化庁の統計上における分類では、諸教。通称でPL教（ピーエルきょう）、PL教団（ピーエルきょうだん）と表記されることが多い。

## 概要

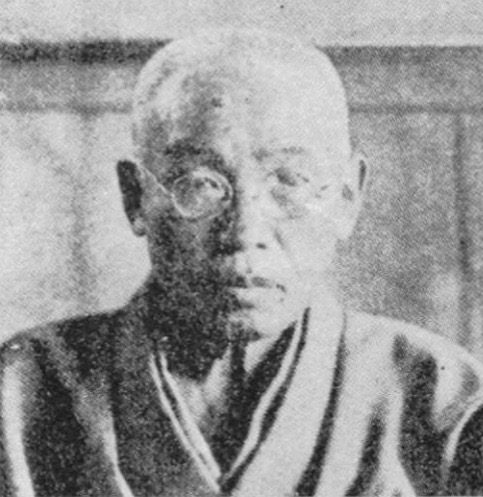
御木徳一

現在の教主（おしえおや）は御木貴日止（みきたかひと）。信仰対象は「宇宙全体＝神である、大元霊（みおやおおかみ。だいげんれい、とも）」。
教団本部は大阪府富田林市にあり、大本庁と称する。大本庁には、大本庁神霊を祀る正殿、教団の初代教祖・御木徳一の霊を祀る初代教祖奥津城等の施設があり、万国の戦没者を超宗派で慰霊する超宗派万国戦争犠牲者慰霊大平和祈念塔（通称「大平和塔」PLの塔、PLタワーとも呼ばれる）が立つ。PL学園高等学校のほか、中学校、小学校、幼稚園、専門学校も敷地内にあり、かつては短大（PL学園女子短期大学）や遊園地（PLランド（桜ケ丘遊園））、ゴルフの練習場などもあった。
かつてPL学園高校は、布教活動の一環として高校野球に力を入れており、甲子園大会の強豪校でも有名だった。しかし、2016年7月の第98回全国高校野球選手権・大阪予選大会を最後に休部となり、2023年現在に至っても同校の野球部は未だ活動休止中である。

## 教え
「人生は芸術である」の真理のもと、各人の真の個性を世の為人の為に最大限発揮し、ひいては世界人類永遠の平和と福祉の為に貢献する事を目標とする。教えの最も特徴的なものとして、「みしらせ」「みおしえ」の真理がある。
身の回りに起こる災難や病気などすべての苦痛や苦難は、自分自身の心得違い、心の傾き（＝心癖）を知らせるために、神が発してくれる警告と考える。これを「みしらせ」と呼んでいる。この「みしらせ」を引き起こしている心の癖は何なのか、教団から個人個人に下付されるものが「みおしえ」で、個々の自己表現の上で邪魔となっている心癖を教えてもらうものである。
また、信者の身を襲う突然の苦痛に対応する「お身代わりの神事」というしくみがある。信者の苦痛を一時的に教祖の肉体に引き取ってもらうものである。
教団としての戒律は特に存在せず、日常生活の心得として「PL処世訓」「PL信仰生活心得」などがある。
本教団は教祖が代々出現して、時代にあった教えを説くという形をとる。

## PL処世訓21ヵ条
PL処世訓21ヵ条：
1. 人生は芸術である
2. 人の一生は自己表現である
3. 自己は神の表現である
4. 表現せざれば悩がある
5. 感情に走れば自己を失う
6. 自我無きところに汝がある
7. 一切は相対と在る
8. 日の如く明かに生きよ
9. 人は平等である
10. 自他を祝福せよ
11. 一切を神に依れ
12. 名に因って道がある
13. 男性には男性の，女性には女性の道がある
14. 世界平和の為の一切である
15. 一切は鏡である
16. 一切は進歩発展する
17. 中心を把握せよ
18. 常に善悪の岐路に立つ
19. 悟る即立つ
20. 物心両全の境に生きよ
21. 真の自由に生きよ

## 教祖
教団では「おしえおや」（教親）と呼ぶ。
| 代   | 氏名           | 就任年 | 退任年 |
| ---- | -------------- | ------ | ------ |
| 初代 | 御木徳一日知   | 1916年 | 1936年 |
| 2    | 御木徳近日知   | 1936年 | 1980年 |
| 3    | 御木貴日止日知 | 1980年 | 2020年 |

## 沿革
- 1916年（大正05年）- 御嶽教徳光大教会が立教[注 2]。初代教祖は御木徳一。
- 1928年（昭和03年）- 扶桑教に転属、扶桑教人道徳光教会と称す。
- 1931年（昭和06年）- 扶桑教ひとのみち教会と改称。
- 1934年（昭和09年）10月27日 - 1,008畳敷の大広間を有する鉄筋3階建の施設を仮本殿として大阪府中河内郡布施町（現・東大阪市）永和に建設。落成式には7万人の信徒が訪れた[3]。
- 1936年（昭和11年）- 御木徳近、二代教祖を継承。
- 1937年（昭和12年）- 天照大神・教育ニ関スル勅語の解釈の違いから不敬罪を問われ、当局の弾圧によって解散させられる。
- 1946年（昭和21年）- 御木徳近が扶桑教ひとのみち教会を引き継ぐ形で、佐賀県鳥栖市にてPL教団を立教。
- 1949年（昭和24年）- 本部を静岡県清水市(現・静岡市清水区)へ移転。
- 1953年（昭和28年）
  - 大阪府富田林市の現在地に教団本部建設の鍬入式。後にこの地を聖地とする。
  - この年の教祖祭にて初めて花火を打ち上げる。
  - 新日本宗教団体連合会発足。本教団も加盟。御木徳近が初代理事長に就任。
- 1955年（昭和30年）- 聖地に仮本殿完成、本部神霊を遷座。以後、大本庁と称する。PL学園高等学校開校。以後、中学校・小学校・幼稚園・衛生看護専門学校を順次開校。
- 1959年（昭和34年）- 大本庁に正殿完成。
- 1963年（昭和38年）- 教祖祭の花火を発展させ「PL花火芸術」と呼称。
- 1967年（昭和42年）- 衆院建設委員会で国有地無断使用を指摘される[4]。
- 1970年（昭和45年）- 超宗派万国戦争犠牲者慰霊大平和祈念塔が完成。
- 1973年（昭和48年）- 御木徳近、パウロ6世と会談。
- 1974年（昭和49年）- パーフェクト リバティー教団へ改称。
- 1980年（昭和55年）- 御木徳近、ヨハネ・パウロ2世と会談。
後継者指名されていた徳近の甥・徳日止が廃され、徳近の養子・御木貴日止が新たな教団後継者に選ばれる[注 3]。
- 1983年（昭和58年）2月2日 - 御木徳近の死去に伴い、御木貴日止が教祖を継承。衆議院決算委員会で、教団資金のサラ金流出を指摘[6]。
- 1999年（平成11年）- 1995年（平成7年）に改正された宗教法人法で義務づけられた役員名簿や財産目録の書類提出に応じなかったとして、大阪地方裁判所が三宅一彦・前理事長代務者を過料1万円に処した。
- 2010年（平成22年）5月2日 - 錬成会館落成式典を挙行。
- 2020年（令和02年）12月5日 - 御木貴日止死去[1]。

## 主な活動

### 教団の祭典（四大祭）
元旦祭（1月1日）
新年を迎え、前年1年間を平穏無事に過ごせたことを感謝し、今年1年間幸せな生活ができるよう神に祈願する祭典。大本庁では正月3が日に多くの会員が聖地参拝する。
教祖祭（8月1日）
おしえおやの神業、初代教祖、2代教祖の残した神業に感謝し、世界平和への祈りを捧げる祭典。国内の各教会所属会員、そして世界中のPL会員が参拝する。そして夜には教祖祭PL花火芸術（PL花火）が行われ、その花火の迫力や規模は地元の風物詩ともなっていた。
PL祭（9月29日）
本教団が立教された日。PLの教義が世に敷かれ現在に至るまでの過程を理解し、立教記念日を祝う祭典。
教主誕生祭（12月2日）
第三代教主である御木貴日止の誕生日を祝う日。PLの教えを解くおしえおやへの感謝の気持ちをささげる祭典。式典後には各教会で様々な行事を行っている。

### 個人の祭典
- 神霊鎮座祭（しんれいちんざさい）
- 遷座祭
- 誕生祭
- PL結婚式
- PL葬
- 愛児生誕感謝祭
- 地鎮祭

### 一の日詣
- 平和の日（毎月1日）
- 先祖の日（毎月11日）
- 感謝の日（毎月21日）

毎月1日、11日、21日に教会に参詣することを「一の日詣り」といい、全国各地の教会で式典などが行われている。中でも感謝の日（感謝祭）は重要な行事となっている。

### その他の活動
- 座談会
- バトントワリング (PLMBA)

### かつて行われていた活動
- 社会人野球チーム
- PL茶道
- PL華道
- 政治活動（芸術政治連合）

## 施設
- 正殿
- 左脇殿（芸生殿）
- 右脇殿
- 初代教祖奥津城
- 第一錬成道場
- 錬成会館

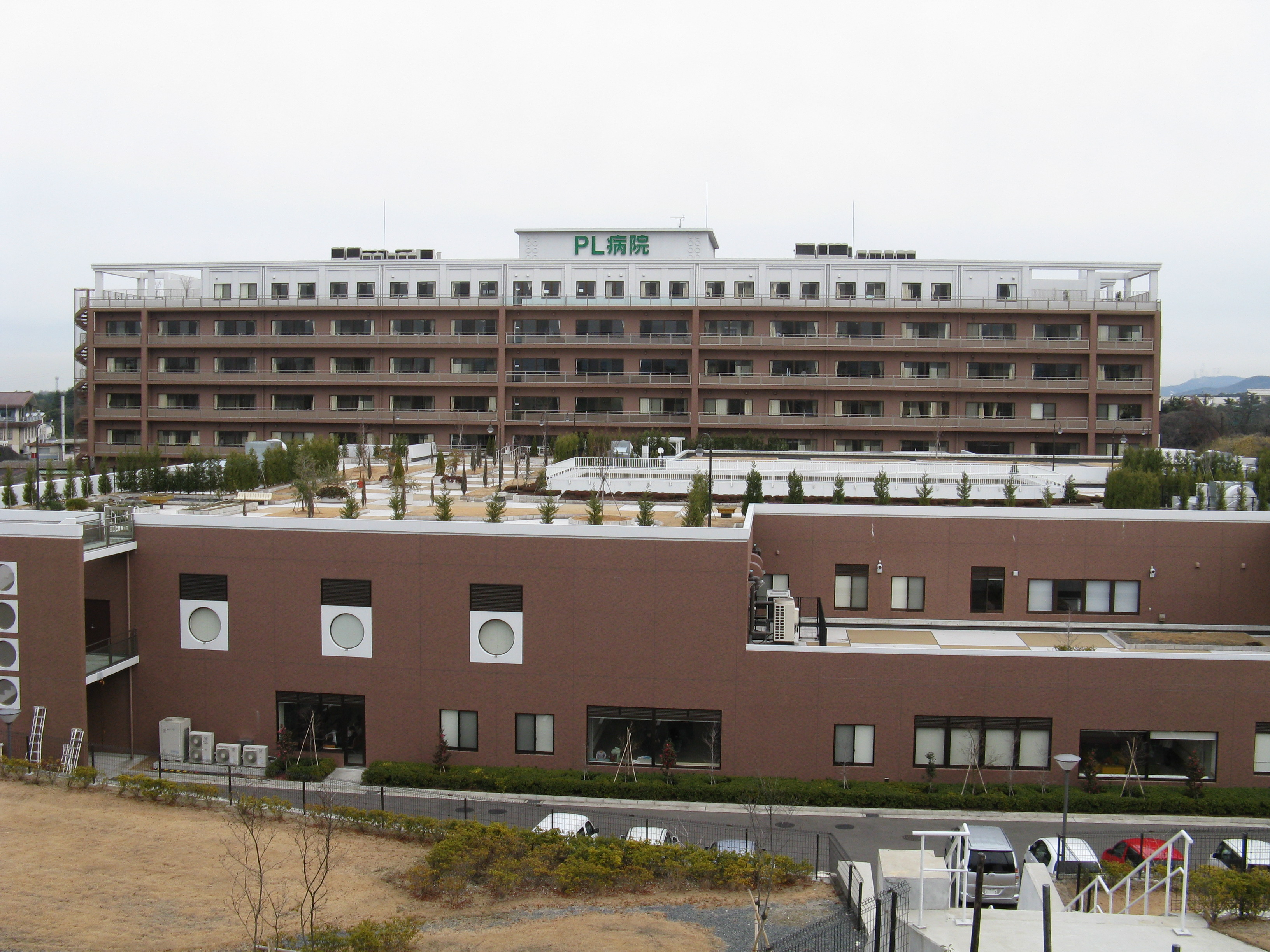
PL病院

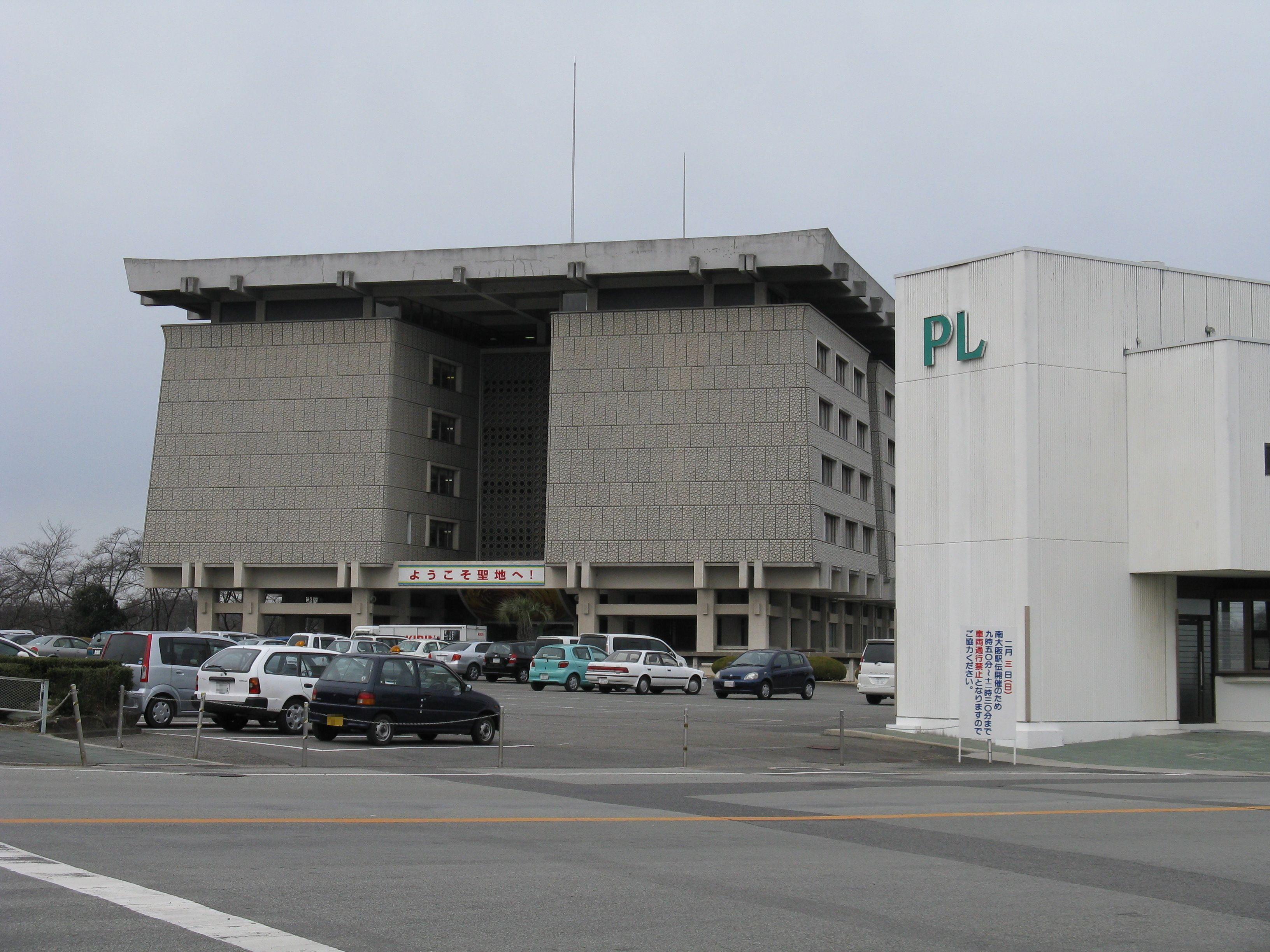
第一錬成道場

- 超宗派万国戦争犠牲者慰霊大平和祈念塔（大平和祈念塔）
- Aグランド（PL学園硬式野球部専用球場）
- PL病院

## その他
必要に応じて、各地の教会などで様々な祈願、つまり世間的に言うところの合格祈願や病気平癒などの祈祷を受けることもできるが、これは単なるお願い事というよりも決意を神に誓ったり神に感謝するという意味合いが強く、祖遂断神事（おやしきり しんじ）と呼ばれている。
教団名「完全なる自由」（※完全の意味はとり間違えやすいが、人間本来の“真の自由”という意味）とは、日々の生活において心癖にとらわれることなく、自由無碍なる表現を心がけ、世のため・人のために役立つよう自分に与えられた天職を全うし、毎日を明るく楽しく過ごすことを標榜する。
当教団式の葬儀は神葬祭に準じた形である。
PLランドの開園当時は大平和記念塔の上部にある展望台まで一般開放していたが、世界平和と戦争犠牲者慰霊のためのモニュメントという位置づけを明確にするため、現在は展望台を閉鎖している。
ABCラジオ「宗教の時間」月曜日（4:50から5:00）でPL教団の時間を放送していた。（2015年1月で終了）

## 教祖祭PL花火芸術
教祖祭PL花火芸術（きょうそさいピーエルはなびげいじゅつ）は、かつて1953年から2019年までの66年間、毎年連続して開催されたパーフェクトリバティー教団（PL）の祭礼で、日本有数の巨大花火大会。毎年8月1日に、大阪府富田林市の光丘カントリー倶楽部で行われていたが、新型コロナウイルス感染症が日本国内で流行した2020年から2024年まで5年連続して開催中止となっている（後述）。